# Музей в доме Клайхуса
Музей в доме Клайхуса (нем. Museum im Kleihues-Bau) — художественный музей в Баден-Вюртембергском городе Корнвестхайм, располагающий коллекцией произведений немецкого искусства ХХ и XXI веков. Был основан как «Галерея города Корнвестхайм» (нем. Galerie der Stadt Kornwestheim) в 1975 году, но — не имея собственной коллекции — проводил временные выставки. Современное здание для постоянной экспозиции, являющееся памятником архитектуры, было построено по проекту архитектора Йозефа Клайхуса в 1988—1989 годах.

## История и описание
«Галерея города Корнвестхайм» была создана в 1975 году: не обладая собственной коллекцией, в 1970-х и 1980-х годах музей проводил временные выставки. После того, как город получил существенное пожертвование — в несколько сотен произведений, ранее размещавшихся в поместье художника Манфреда Хеннингера (1894—1986), муниципальный совет в 1987 году принял решение построить для галереи собственное здание. Профессор архитектуры Йозеф Пауль Клайхуса был уполномочен создать проект для нового здания, которое было построено в юго-восточном углу рыночной площади в 1988—1989 годах. Новый «кунстмузеум» получил выставочную площадь почти в 400 м² на первом этаже и еще 320 м² на втором.
«Дом Клайхуса» был открыт 24 ноября 1989 года — его первой выставкой стала экспозиция работ изобретателя Филиппа Гана. Первая художественная выставка в здании была показана в следующем году: она была посвящена творчеству Йозефа Бойса. Затем в музее прошли выставки работ самого Клайхуса (1991), а также — А. Р. Пенка (1996), Томи Унгерера (1996) и Георга Базелица (1997). В 2000 году музей был закрыт почти на три года: повторное открытие состоялось в 2003 году уже под новым названием — «Музей в доме Клайхуса»; с тех пор музейная коллекция постоянно расширяется — к 2017 году она насчитывала почти 3000 экспонатов, из которых 700 работ были созданы самим Хеннингером. В июне 2017 года музей и его здание были включены в список культурных памятников федеральной земли Баден-Вюртемберг. Коллекцию произведений искусства дополняют как библиотеку с более чем 2500 томами специализированной литературы, так и фонды фотографий и киноматериалов.